# Mathis le peintre (symphonie)

La symphonie « Mathis le peintre » (Mathis der Maler) de Paul Hindemith a été composée à partir de son opéra homonyme basé sur l'œuvre du peintre Matthias Grünewald, auteur du retable d'Issenheim. Chacun des trois mouvements porte le titre d'un panneau du retable.

## Genèse
La symphonie date de 1934. Alors que Hindemith travaille aux plans de son futur opéra, le chef d'orchestre Wilhelm Furtwängler lui demande une nouvelle pièce en vue de la prochaine tournée de l'Orchestre philharmonique de Berlin. Hindemith décide de composer des mouvements symphoniques à partir de certaines scènes de l'opéra, qui pourraient faire office d'interludes instrumentaux de ce dernier.
Furtwängler et le Philharmonique de Berlin créent la pièce le 12 mars 1934. La première performance hors d'Allemagne est celle du Philharmonique de New York en octobre 1934 dirigé par Otto Klemperer.

## Structure
1. Concert des anges (Engelkonzert)
2. Mise au tombeau (Grablegung)
3. Tentation de saint Antoine (Versuchung des heiligen Antonius)

Ces trois mouvements s'inscrivent dans l'opéra de cette manière :
- Ouverture
- Interlude orchestral extrait du dernier acte
- Pièce orchestrale dans la scène 6 de l'opéra (retravaillée et étoffée)

La durée moyenne d'une performance est de 25 minutes.

## Analyse

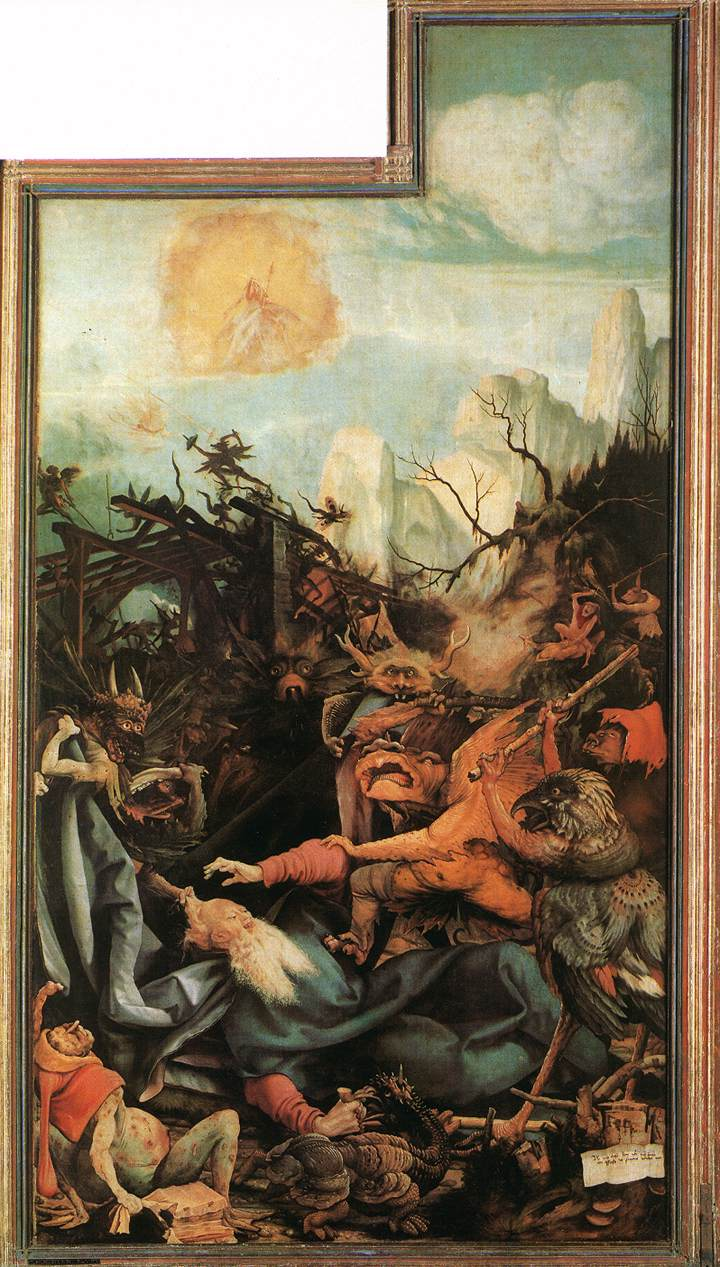
La Tentation de saint Antoine, volet intérieur gauche de la structure

Chaque mouvement fait référence à un tableau de Grünewald destiné au Retable d'Issenheim consistant en un ensemble de panneaux peints qui s’articulent autour d’une caisse centrale composée de sculptures. Le Concert des anges est présent sur le panneau central qui apparaît à l'ouverture des volets extérieurs de la structure ; la Mise au tombeau se situe à la base du retable ; et Tentation de saint Antoine se trouve au centre de la caisse, à laquelle on accède à l'ouverture des volets internes du retable.
Grünewald joue sur le contraste entre la sereine religiosité des tableaux de la première ouverture et des représentations de souffrance absolue dans les tableaux de la seconde ouverture. Hindemith rend fidèlement ces contrastes dans sa partition.
Le principe de « fluctuation harmonique » consistant en l'évolution d'accords stables et consonnants vers des harmonies plus étoffées pour finalement revenir aux premiers accords est très apparent dans cette œuvre. Par exemple, le second mouvement commence avec un accord de quinte juste pour se changer progressivement en harmonies plus dissonnantes, si bien que le centre tonal est suggéré mais imperceptible.

## Instrumentation
| Instrumentation de Mathis le peintre                                                              |
| Bois                                                                                              |
| 2 flûtes, 2 hautbois, 2 clarinettes, 2 bassons                                                    |
| Cuivres                                                                                           |
| 4 cors, 2 trompettes, 3 trombones, 1 tuba                                                         |
| Percussions                                                                                       |
| timbales, Grosse caisse, Cymbales, triangle, Glockenspiel, caisse claire (trois percussionnistes) |
| Cordes                                                                                            |
| premiers violons, seconds violons, altos, violoncelles, contrebasses                              |

## Critique
La Symphonie fut accueillie avec enthousiasme, mais le gouvermenent Nazi reprocha à Furtwängler de jouer une musique considérée par le parti comme « dégénérée » et « complice du Judaïsme ».
En outre, l'intrigue de l'opéra consiste en une réflexion sur le devoir de l'artiste de poursuivre dans sa voie créatrice indépendamment des considérations politiques, idée que le gouvernement nazi condamna sans appel. Ainsi, l'opéra, terminé en 1935, ne put être donné en Allemagne. La création dut attendre 1938 en Suisse, à Zürich.

## Source
- François-René Tranchefort, Guide  de la musique symphonique, Paris, Fayard, coll. « Les indispensables de la musique », 1998 (1re éd. 1986), 896 p. (ISBN 2-213-01638-0), p. 355